# Louriçal
Louriçal es una freguesia portuguesa del municipio de Pombal, en el distrito de Leiría, con 48,04 km² de superficie y 4720 habitantes (2011), distribuidos en una treintena de localidades. Su densidad de población es de 98.3 hab/km². Hasta 1855 fue vila y cabecera de un municipio cuyo territorio incluía la actual freguesia de Mata Mourisca, segregada de la de Louriçal en 1867

## Historia
La creación de la freguesia se remonta a los años fundacionales de Portugal. Ya en 1166, el rey D. Afonso Henriques donó el coto de Louriçal al Convento de la Santa Cruz de Coímbra. El rey D. Manuel le otorgó carta foral en 1514, y a partir de entonces Louriçal conoció un gran desarrollo, que se prolongó durante los siglos XVII y XVIII, favorecido por la presencia y el apoyo de importantes familias nobles, como los Almeida Castelo Branco y los Meneses. En esta época se levantará el monumental Convento del Desagravio del Santísimo Sacramento, para cuyo abastecimiento de agua se construyó el acueducto que aún se conserva.
A partir de 1836 el entonces concelho de Louriçal dejó de pertenecer a la comarca de Coímbra para integrarse en la de Pombal, iniciándose así su proceso de extinción, que culminó en 1855, con la supresión del concelho y su absorción por el de Pombal.

## Patrimonio
- Pelourinho, de fines del siglo XVI o principios del siglo XVII, con pedestal cuadrangular de tres escalones, sobre el que se levanta una columna cilíndrica de base octogonal. Símbolo del antiguo poder municipal, el pelourinho fue transformado en crucero en 1870.
- Iglesia del convento de Louriçal, construida entre 1690 y 1739 en estilo barroco. La iglesia es de una sola nave, con techo abaulado y pintado, con un gran panel central. Las paredes están revestidas con azulejos barrocos y destacan asimismo los retablos labrados en piedra lioz, una roca caliza semejante al mármol.
- Iglesia parroquial de Santiago, de fundación manuelina. Presenta una nave única de planta rectangular de unos 30 metros de largo por 8 de ancho, revestida también de azulejos setecentistas. En su interior destacan los retablos laterales, de fina talla, dedicados al calvario y a N.ª Sra. de la Concepción.
- Acueducto del siglo XVIII, mandado construir por el rey D. Juan V, con proyecto de Fray Manuel Pereira.

Junto a los anteriores, pueden citarse también la Capilla de la Misericordia y la Iglesia del Recolhimento.

## Galería

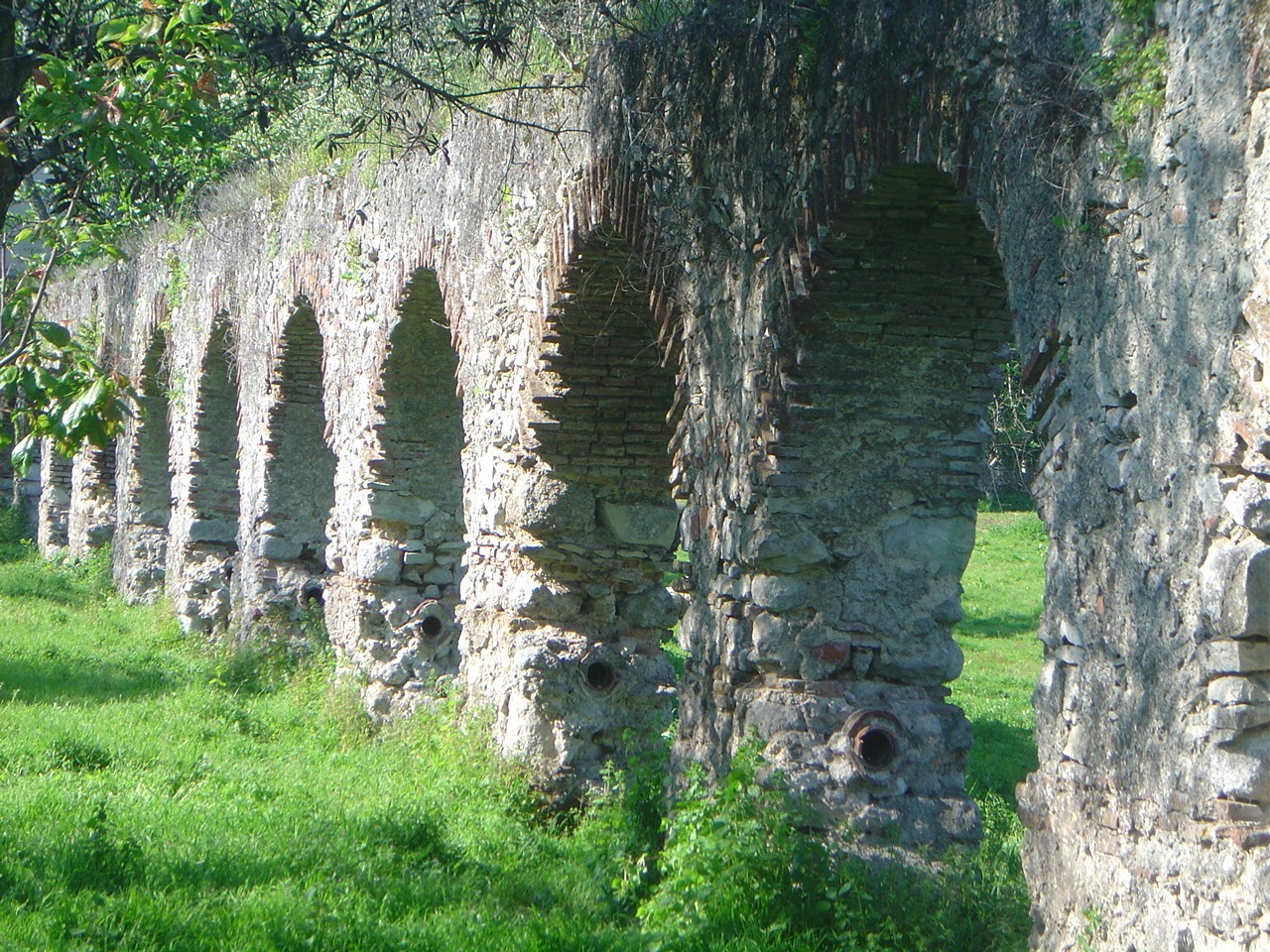
Acueducto del Convento de Louriçal
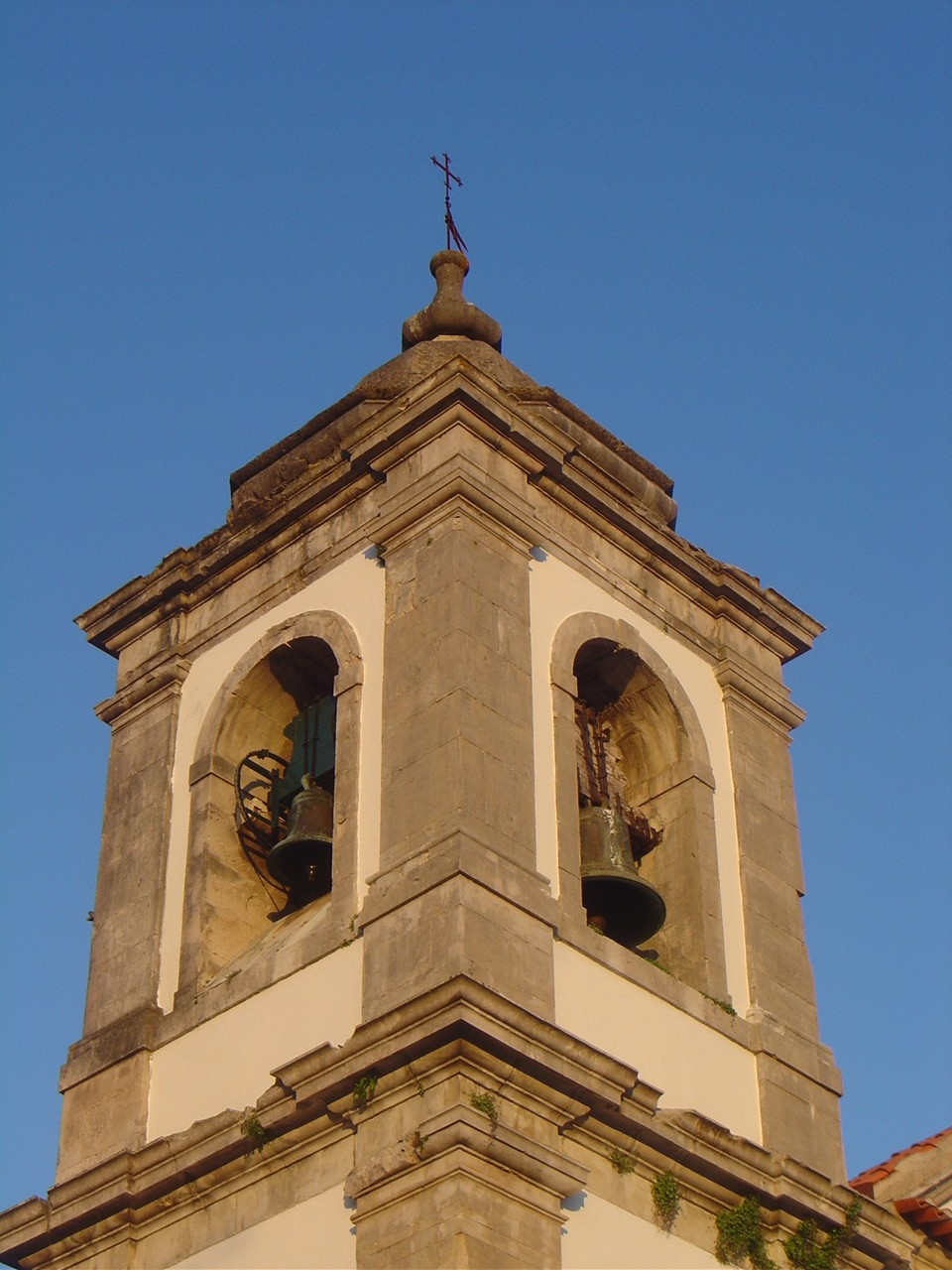
Torre del Convento de Louriçal
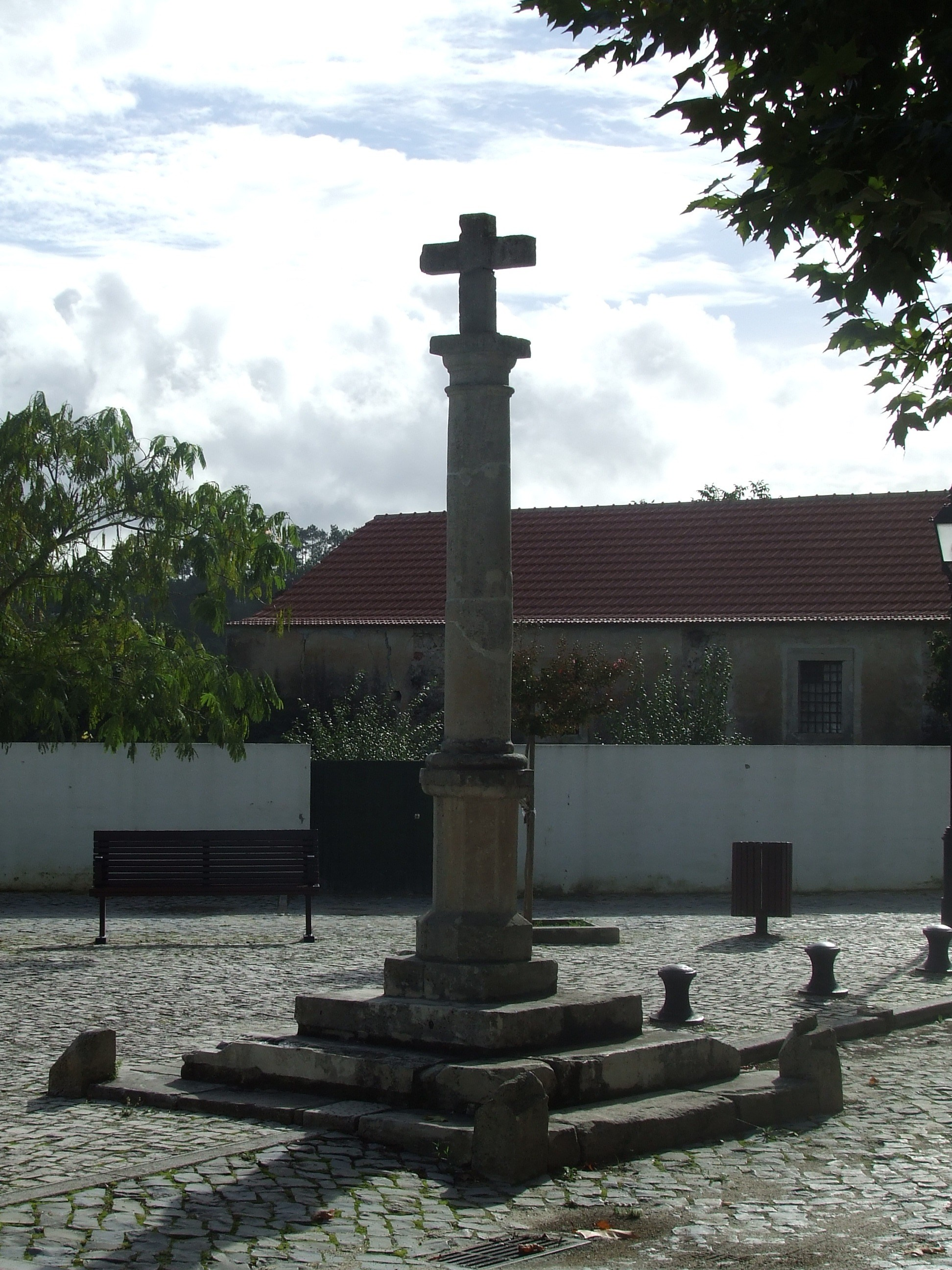
Pelourinho